# Sinotruk
A Sinotruk é uma fabricante chinesa de caminhões pesados, com sede em Jinan, na província de Shandong.

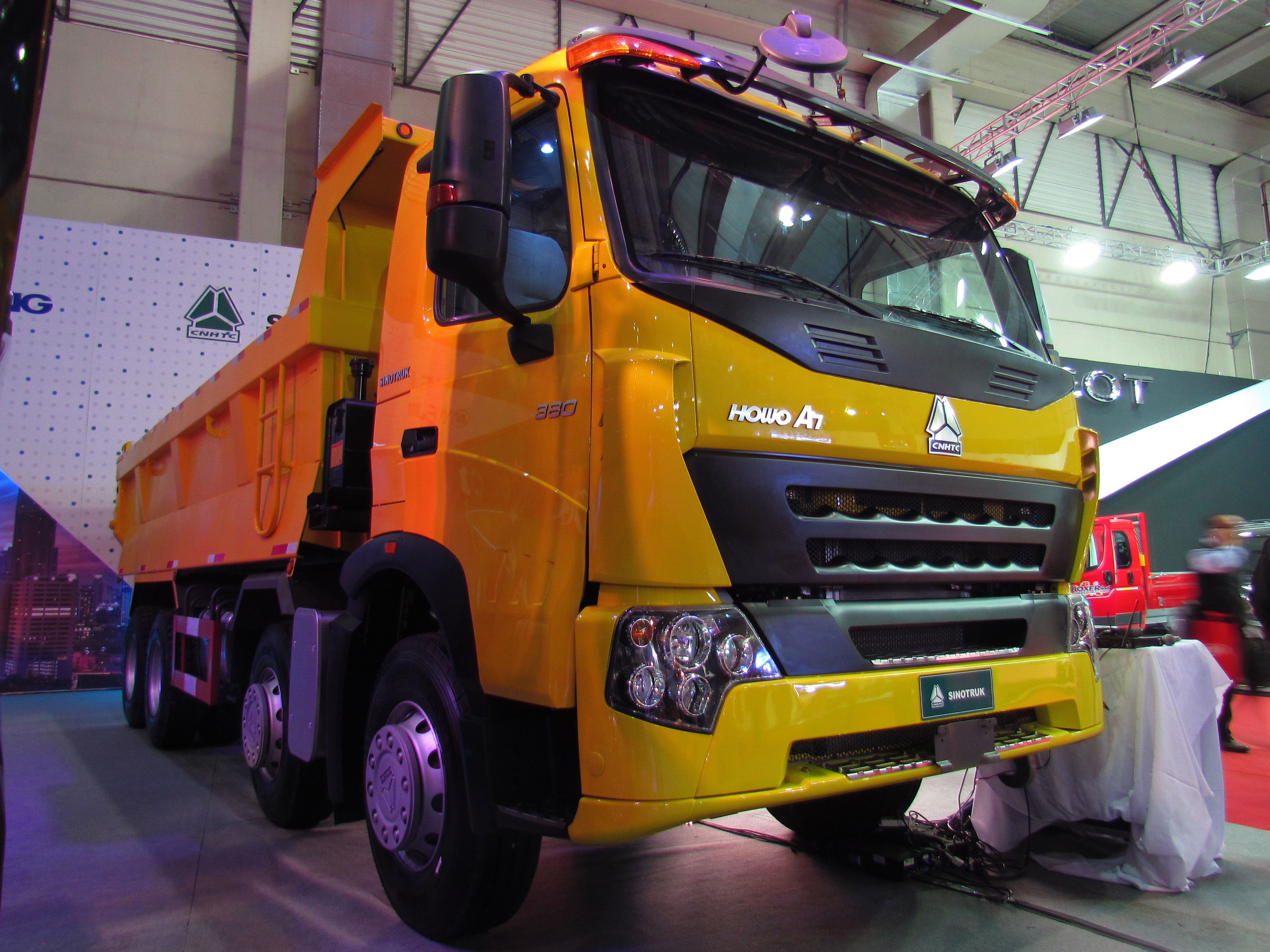
Caminhão Sinotruk Howo A7 2014

Faz parte da CNHTC (China National Heavy Duty Truck Group Corporation), constituída na China em 1935 como Jinan Automobile Works, para desenvolvimento da indústria bélica e de veículos militares. Começou a desenvolver e fabricar caminhões pesados em 1956, adotando o nome atual. A partir de 1983, passou a adquirir tecnologia da fabricante de motores Steyr, formando também outras parcerias ao longo do tempo com marcas como Eaton, ZF, Jost e Wabco, entre outras.
Entre 2003 e 2008, a Sinotruk formou uma joint venture com a sueca Volvo, dando origem a linha de caminhões Howo.
Em 2009, a alemã MAN assinou um acordo de parceria estratégica e tecnológica com a Sinotruk, adquirindo 25% de participação na montadora chinesa. Dessa joint-venture nasceu a linha de caminhões pesados Sitrak, baseada na família TGA, com foco em mercados emergentes, como o Brasil.
A Sinotruk é a terceira maior fábrica de caminhões pesados da China e uma das maiores do mundo, sendo que produz a grande maioria das peças utilizadas em seus veículos dentro de seu próprio parque industrial.
Atua fortemente na América do Sul, em países como Venezuela, Colômbia, Peru, Chile, Uruguai e Paraguai, tendo vendido cerca de 190 mil unidades nesses países.

## Operações no Brasil
Em 2009, um grupo de de empresários do ramo de transportes no Sul iniciou o processo de estruturação para importar oficialmente os caminhões da marca chinesa. Em abril de 2010, a recém fundada Elecsonic, localizada na cidade de Campina Grande do Sul, no Paraná, deu inicio as importações e comercialização dos caminhões Howo 380 com trações 6x2 e 6x4.
Em abril de 2012, a Elecsonic assinou uma joint-venture com o grupo CNHTC com o objetivo de construir uma fábrica de caminhões da marca Sinotruk em Santa Catarina. Com a criação da joint-venture, representantes da CNHTC e Sinotruk Brasil anunciaram também o início das exportações de 2 mil unidades de caminhões para a filial brasileira, que será a primeira fase do projeto, enquanto a unidade fabril da marca esteja em construção.
Com o sucesso observado nos primeiros anos de operação da marca no Brasil, em 2013 foi firmado um acordo entre a CNHTC e o Governo do Estado de Santa Catarina para a implantação da primeira fábrica da Sinotruk fora da China, que será instalada na cidade de Lages, com um investimento inicial de mais de 300 milhões de dólares. Inicialmente tem a intenção de importar peças produzidas pela CNHTC no processo CKD (Knock-down), mas com a projeção de nacionalizar pelo menos 65% das peças.
A previsão era que começasse a operar no primeiro semestre de 2015. No entanto, com a crise que se instalou no país e a atrasos na construção da unidade fabril, tinha previsão para o primeiro trimestre de 2017. Contudo, foi iniciada operação no Paraguai.